# 161975 Kincsem
A 161975 Kincsem (ideiglenes jelöléssel 2007 LO) a Naprendszer kisbolygóövében található aszteroida. Sárneczky Krisztián fedezte fel 2007. június 8-án.
Nevét Kincsem (1874 – 1887) többszörös díjnyertes magyarországi versenyló után kapta.

## Kapcsolódó szócikkek

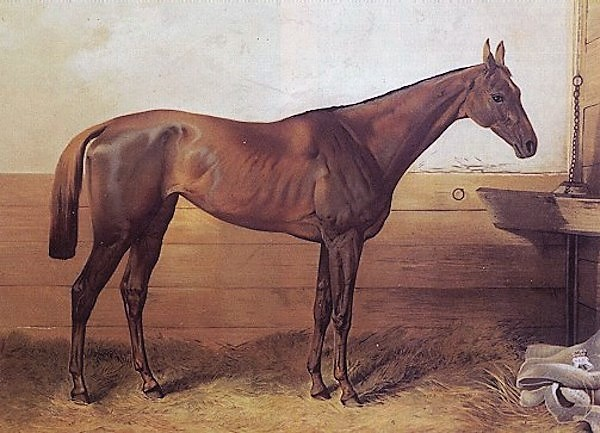
Kincsem